# Emily Batty
Emily Batty (Oshawa, 16 juni 1988) is een Canadees mountainbikester. Ze verdedigde haar land tweemaal op de Olympische Spelen. In 2012 eindigde ze als 24ste en in 2016 als vierde.

## Biografie

### Jeugd
Ze groeide op in een boerderij in Ontario in een gezin met vier kinderen. Ze begon op 11-jarige leeftijd te mountainbiken, dankzij haar 2 oudere broers. Vanaf 2005 reed ze bij de junioren in competitieverband. Tijdens het Wereldkampioenschap van dat jaar werd ze 13e, een jaar later 14de. In 2007 brak ze helemaal door dankzij het winnen van het Canadees kampioenschap en het regelmatigheidsklassement Canada Cup Series. Ook werd ze op het WK 10de. Vanaf 2008 tot en met 2010 werkte ze als belofte haar Wereldbekers af tussen de elites. Met als uitschieters haar 10de plek in Offenburg 2009, en de 15de plek in Dalby Forrest een jaar later. Vanaf 2011 komt ze volledig uit bij de elites. Ze werd dus in 2005 (junioren), 2008 en 2010 (beloften) nationaal kampioen op de mountainbike.

### Elite
Vanaf 2011 werd ze elite bij het Amerikaanse Subaru-Trek team. Er werden vanaf het begin hoge verwachtingen gesteld, ze zou namelijk op termijn Catharine Pendrel en Marie-Hélène Prémont moeten vervangen aan de top van de Canadese mountainbikewereld. Ze reed in haar eerste seizoen bij de profs een meer dan behoorlijk Wereldbeker seizoen, met als beste resultaat een 7de plaats tijdens de wereldbeker van haar thuisland in Mont-Sainte-Anne. Ze wist in mei van dat jaar ook de prestigieuze Sea Otter Classic te winnen. Op het WK dat jaar werd ze ook 8ste, op 4 en een halve minuut van landgenote Catharine Pendrel.
In 2012 stond alles in het teken van de Olympische Zomerspelen 2012. Ze begon het seizoen goed met een 2de plek op de wereldbeker in Zuid-Afrika. Tijdens de Olympische spelen werd ze uiteindelijk 24ste, op bijna 10 minuten van winnares Julie Bresset.

## Palmares

### Cross-Country
| Seizoen | Wereldbeker | OS  | WK    | CK     | Overige                                      | Totaal aantal zeges |
| ------- | ----------- | --- | ----- | ------ | -------------------------------------------- | ------------------- |
| 2011    |             | NVT | 8e    | Brons  | Monterey                                     | 1                   |
| 2012    |             | 24e | 18e   | Brons  | Hardwood                                     | 1                   |
| 2013    |             | NVT | 17e   | Goud   |                                              | 1                   |
| 2014    |             | NVT | 6e    | Zilver | Sudbury                                      | 1                   |
| 2015    |             | NVT | 7e    | Zilver | Fontana ,Bonelli Park, Mt Tremblant, Toronto | 4                   |
| 2016    |             | 4e  | Brons | Goud   | Horseshoe, Oro                               | 3                   |